# Sammlung Arnhold
Die Sammlung Arnhold war die private Kunstsammlung des deutschen Unternehmers Eduard Arnhold. Dieser gehörte zu den bedeutendsten Berliner Kunstsammlern während der Kaiserzeit und der Weimarer Republik. Die Sammlung umfasste vor allem deutsche und französische Kunst des 19. Jahrhunderts. Nach seinem Tod wurden große Teile der Sammlung von den Erben verkauft; eine Reihe von Werken findet sich heute in verschiedenen Museen in Europa, den Vereinigten Staaten und in Brasilien.

## Geschichte der Sammlung
Eduard Arnhold hatte als Unternehmer im Handel mit schlesischer Steinkohle ein erhebliches Vermögen erwirtschaftet und gehörte um 1900 zu den reichsten Berlinern. Nachdem er mit seiner Frau Johanna im Berliner Tiergartenviertel zunächst in einer Wohnung in der Bellevuestraße 18a lebte, bezog er 1898 eine Villa in der Regentenstraße 19 (heute Hitzigallee). Hinzu kamen eine Sommervilla in der Colonie Alsen am Großen Wannsee, das Rittergut Hirschfelde in Brandenburg, der Dürnbachhof in Neuhaus am Schliersee in Bayern und die Villa Bellagio in Fiesole bei Florenz. Dem großbürgerlichen Zeitgeschmack entsprechend waren die verschiedenen Häuser mit kostbaren Möbeln und anderem Kunsthandwerk ausgestattet. In all seinen Wohnsitzen umgab sich Arnold zudem mit Kunst. Der Hauptteil der Sammlung befand sich vor allem in der Tiergartenvilla, in der für die Bildersammlung eigens einen Galerietrakt mit Oberlicht errichtet wurde. In der italienischen Villa Bellagio, in der zuvor Arnold Böcklin gelebt und gearbeitet hatte, finden sich zudem Fresken des Künstlers. Ein Bild aus dem Besitz von Arnhold war im eigentlichen Sinn kein Teil der Kunstsammlung: Das Porträt von Kaiser Wilhelm II. von Max Koner diente als Repräsentationsstück zur Ausschmückung des von Arnhold gestifteten Waisenhauses Johannaheim in Werneuchen.
Die von Arnhold über mehrere Jahrzehnte zusammengetragene Kunstsammlung umfasste über 250 Gemälde und knapp 70 moderne Skulpturen. Hinzu kamen eine Sammlung von grafischen Arbeiten und eine große Zahl von Kleinplastiken von der Frührenaissance bis zum 18. Jahrhundert. Zu den frühesten Erwerbungen gehören die beiden Porträts von Edouard und Johanna Arnhold, die der Maler Karl Gussow vermutlich zur Hochzeit der Dargestellten schuf. Es folgten Werke der Düsseldorfer Malerschule, etwa von Anselm Feuerbach, Christian Kröner, Andreas und Oswald Achenbach. Ein erster Höhepunkt war der Ankauf des Gemäldes Prometheus von Arnold Böcklin, das Arnhold 1883 für 12.000 Mark aus der Berliner Galerie von Fritz Gurlitt erwarb. Es folgten Werke von Künstler wie Hans von Marées, Adolph Menzel und Franz von Lenbach. Zunächst kaufte Arnhold etwa ein bis zwei Gemälde jährlich, vor allem im Berliner Kunsthandel, später auch in anderen deutschen Städten und im Ausland. Ab 1892 sammelte Arnhold auch Werke der niederländische Malerei des 17. Jahrhunderts, wobei er vermutlich durch den Direktor der Berliner Gemäldegalerie Wilhelm von Bode beraten wurde. Weiteren Einfluss übte der Maler Max Liebermann aus, der Edouard Arnhold auch porträtierte. Liebermann setzte sich beispielsweise für den Ankauf des Gemäldes Die Dorfpolitiker von Wilhelm Leibl ein, für das Arnhold bei Paul Cassirer 80.000 Mark bezahlte. Als 1896 die Nationalgalerie Édouard Manets Bild Im Wintergarten ankaufte, war Liebermann zusammen mit dem neuen Direktor Hugo von Tschudi ebenfalls involviert. Arnhold gehörte hierbei gemeinsam mit Hugo Oppenheim, Ernst und Robert von Mendelssohn zu den Stiftern des Bildes. Beraten von Tschudi kaufte Arnhold im selben Jahr mit Ebbe bei Pourville von Claude Monet auch für seine Sammlung ein erstes Werk eines französischen Impressionisten. In den Folgejahren wuchs die Sammlung um zahlreiche weitere Werke französischer Künstler an, darunter als teuerstes Werk das Gemälde L’artiste (Desboutin) von Édoaurd Manet, das Arnhold 1910 für 200.000 Mark aus der Sammlung von Auguste Pellerin erwarb. Darüber hinaus kaufte Arnhold weiterhin Werke deutscher Künstler, etwa von den Künstlern der Berliner Secession wie Lovis Corinth, Max Klinger, Walter Leistikow, Max Slevogt, Wilhelm Trübner und Lesser Ury. Hinzu kamen einige Skulpturen, etwa von August Gaul und Louis Tuaillon.
Hugo von Tschudi urteilte 1908, die Sammlung Arnhold sei „augenblicklich wohl die künstlerisch wertvollste Privatsammlung moderner Kunst, die Deutschland besitzt“ und sah darin Kunstwerke aus Deutschland und Frankreich „zu einem wahren Friedensfeste“ vereint. Zwar besaß Arnhold mit je einem Bild von Vincent van Gogh und Emil Nolde auch einzelne Werke des Spätimpressionismus und des Expressionismus, jedoch fehlten Werke moderner Strömungen wie des Pointilismus,
des Fauvismus und des Kubismus. Mit Ende des Ersten Weltkrieges endete im Wesentlichen auch Arnholds Sammlertätigkeit. Seine wirtschaftliche Grundlage war durch Gebietsabtretungen in Oberschlesien an Polen weitestgehend verloren gegangen. Durch die Nachkriegsinflation musste er zudem erhebliche Verluste hinnehmen. Er besaß zwar immer noch seine verschiedenen Wohnsitze und seine Kunstsammlung, für die er rund 3 Millionen Mark bezahlt hatte, aber teilweise fehlte es an liquiden Mittel. So kam es, dass Arnhold 1922/1923 Édouard Manets Gemälde Bon Bock für 400.000 Schweizer Franken ins Ausland verkaufen musste, um den Weiterbetrieb des Johannaheims in Werneuchen finanziell absichern zu können. Dieser Verkauf blieb jedoch eine der wenigen Ausnahmen. Nach Arnolds Tod 1925 schrieb im Folgejahr die französischen Kunstzeitschrift L’Amour de l’Art: „La collection Arnhold est une des gloires de Berlin, on ne saurait assez louer sa qualité, son étendue, sa diversité“ (sinngemäß: Die Sammlung Arnhold ist eine der Herrlichkeiten Berlins, deren Qualität, Umfang, Vielfalt nicht hoch genug gelobt werden kann).
Eduard Arnhold hatte vor dem Ersten Weltkrieg – zu Lebzeiten von Hugo von Tschudi – die Idee verfolgt, seine Kunstsammlung in großen Teilen der Berliner Nationalgalerie zu vererben. Die veränderten politischen und wirtschaftlichen Bedingungen nach dem Krieg führten jedoch dazu, dass er in seinem Testament – nicht zuletzt aus Gründen der wirtschaftlichen Absicherung seiner Familie – nur vier Werke dem Museum überlassen wollte. Hierbei handelte es sich um die Bilder Die Dorfpolitiker von Wilhelm Leibl, Prometheus von Arnold Böcklin, Altmännerhaus von Max Liebermann und Geschwister von Hans Thoma. Auch diese Bilder sollten allerdings zunächst an seine Frau Johanna als Vorerbin gehen. Sie wollte hingegen die Sammlung vorerst als Ganzes erhalten. Die Sammlung Arnhold konnte in dieser Zeit unentgeltlich an drei Tagen in der Woche von Interessierten besichtigt werden. Auch nach dem Tod von Johanna Arnhold 1929 sollte nach ihrem letzten Willen die Sammlung als Einheit zunächst für mindestens zehn Jahre erhalten bleiben. Dies änderte sich erst nach 1933, als die nationalsozialistischen Machthaber begannen, die Erinnerung an die kulturellen Leistungen der Juden in Deutschland zu verschweigen. Hiervon waren auch das Wirken der verstorbenen Juden Eduard Arnhold und seine Frau Johanna betroffen. Ihre Adoptivtochter und Erbin Elisabeth Clewing entstammte hingegen einer evangelischen Familie. In der Folge war der Nachlass der Arnholds von den antijüdischen Maßnahmen in Deutschland nicht betroffen. Lediglich die Villa in der Regentenstraße mit dem Galerietrakt mussten die Erben verkaufen, da das Grundstück für die Umgestaltung zur so genannten Welthauptstadt Germania vorgesehen war. Die Erben verzichteten danach sowohl auf eine öffentliche Präsentation der Sammlung, noch sahen sie sich verpflichtet, einzelne Werke den Berliner Museen zu stiften. Die Sammlung überstand den Zweiten Weltkrieg nahezu unbeschadet in verschiedenen Tresoren und Banksafes. Nur wenige Werke gelten als vermisst oder wurden im Krieg zerstört. Dazu gehören das Gemälde von van Gogh und je zwei Bilder von Claude Monet und Max Liebermann. Andere Werke wurden inzwischen teilweise verkauft und befinden sich heute in verschiedenen öffentlichen Sammlungen.

## Verzeichnis der Kunstwerke in der Sammlung von Edouard Arnhold
Die nachfolgenden Listen versuchen einen möglichst vollständigen Überblick zur Kunstsammlung von Eduard Arnhold geben. Nicht enthalten sind jedoch Zeichnungen und Werke des Kunsthandwerks, für die keine entsprechenden Verzeichnisse vorliegen. Die Angaben in den Listen beruhen weitestgehend auf den Aufstellungen und Recherchen des Historikers Michael Dorrmann. Von ihm stammt auch die Aufteilung in Kategorie A für Werke, die sich in den Galerieräumen der Tiergartenvilla befunden haben und Kategorie B für Werke mit einem anderen Standort. Manets Gemälde Bon Bock ist zwar auch unter B sortiert, befand sich jedoch bis zum Verkauf des Bildes ebenfalls in den Galerieräumen. Weitere Informationen stammen aus den Artikeln nebst Abbildungen in den Zeitschriften Kunst und Künstler sowie L’Amour de l’Art. Unter Verbleib sind davon abweichend die derzeitigen Eigentümer vermerkt, soweit sie ermittelbar sind.

### Kunst vor 1800
| Künstler                | Titel                                                             | Technik         | V-Nr. | Ankauf    | Verbleib  | Bild |
| ----------------------- | ----------------------------------------------------------------- | --------------- | ----- | --------- | --------- | ---- |
| Louis-Léopold Boilly    | Miniatur                                                          | unbekannt       | B 13  | unbekannt | unbekannt |      |
| Jan Fyt                 | Jagdbeute                                                         | unbekannt       | B 42  | 1889      | unbekannt |      |
| Thomas Gainsborough     | Master Burton                                                     | Öl auf Leinwand | B 43  | unbekannt | unbekannt |      |
| Aert de Gelder          | Brustbild junger Frau                                             | unbekannt       | B 49  | 1896      | unbekannt |      |
| Jan van Goyen           | Fährboot mit drei Kühen und neun Passagieren                      | Öl auf Holz     | B 50  | 1894      | unbekannt |      |
| Jean-Baptiste Greuze    | Die Bittende                                                      | unbekannt       | B 51  | 1896      | unbekannt |      |
| Francesco Guardi        | Die Piazetta Richtung Dogenpalast                                 | Öl auf Leinwand | B 53  | 1914      | unbekannt |      |
| Willem Claesz. Heda     | Stillleben mit Metallgefäßen                                      | unbekannt       | B 59  | 1918      | unbekannt |      |
| Melchior de Hondecoeter | Hahnenkampf im Geflügelhof                                        | unbekannt       | B 75  | unbekannt | unbekannt |      |
| Jean-Baptiste Monnoyer  | Blumenstillleben                                                  | unbekannt       | B 132 | 1894      | unbekannt |      |
| Jean-Marc Nattier       | Le Marquise de Roquelaine                                         | Pastell         | B 133 | 1889      | unbekannt |      |
| Joshua Reynolds         | Bildnis des Sir Abraham Hume                                      | Öl auf Leinwand | B 152 | 1906      | unbekannt |      |
| Johann Georg Rosenberg  | 15 Ansichten Berlins                                              | unbekannt       | B 158 | unbekannt | unbekannt |      |
| Johann Georg Rosenberg  | 13 Veduten Berlins                                                | unbekannt       | B 159 | unbekannt | unbekannt |      |
| Gerard ter Borch        | Bildnis des Bürgermeisters                                        | Öl auf Leinwand | B 174 | 1892      | unbekannt |      |
| Philips Wouwerman       | Berittene Soldaten vor einem Marketenderzelt                      | unbekannt       | B 202 | 1896      | unbekannt |      |
| Frans Xavery            | Fünf Schäferszenen und Landschaften                               | unbekannt       | B 203 | 1907      | unbekannt |      |
| Frans Xavery            | Zwei Supraporten                                                  | unbekannt       | B 204 | 1908      | unbekannt |      |
| unbekannt               | Barockes Früchtestillleben                                        | unbekannt       | B 211 | unbekannt | unbekannt |      |
| unbekannt               | unbekannt (Kopie nach Hugo van der Goes)                          | unbekannt       | B 212 | unbekannt | unbekannt |      |
| unbekannt               | Alte Frau in Debatte mit drei Männern (Kopie nach Simon Jordaens) | unbekannt       | B 213 | unbekannt | unbekannt |      |

### Kunst nach 1800 aus Deutschland, Österreich und der Schweiz
| Künstler                      | Titel                                                      | Technik                 | V-Nr. | Ankauf                              | Verbleib                                                                                    | Bild |
| ----------------------------- | ---------------------------------------------------------- | ----------------------- | ----- | ----------------------------------- | ------------------------------------------------------------------------------------------- | ---- |
| Andreas Achenbach             | Landschaft mit Gebirgsbach                                 | unbekannt               | B 1   | unbekannt                           | unbekannt                                                                                   |      |
| Oswald Achenbach              | Italienische Landschaft mit figürlicher Staffage           | unbekannt               | B 2   | unbekannt                           | unbekannt                                                                                   |      |
| Benno Berneis                 | Auf der Jagd                                               | unbekannt               | B 3   | unbekannt                           | unbekannt                                                                                   |      |
| Gregor von Bochmann           | Heimkehr am Abend                                          | unbekannt               | B 4   | unbekannt                           | unbekannt                                                                                   |      |
| Arnold Böcklin                | Prometheus                                                 | Öl auf Leinwand         | A 1   | 1883                                | Collezione Barilla di Arte Moderna Parma                                                    |      |
| Arnold Böcklin                | Deianira und Nessus                                        | Öl auf Holz             | A 2   | etwa 1898                           | Museum Pfalzgalerie Kaiserslautern (Leihgabe der Bundesrepublik Deutschland) Kaiserslautern |      |
| Arnold Böcklin                | Bildnis der Angela Böcklin                                 | Öl auf Karton           | A 3   | unbekannt                           | Privatbesitz                                                                                |      |
| Arnold Böcklin                | Der heilige Johannes, schreibend                           | Öl auf Holz             | A 4   | vor 1922/1923 (möglicherweise 1902) | verschollen                                                                                 |      |
| Arnold Böcklin                | Venus Anadyomene                                           | Öl auf Holz             | B 5   | 1886                                | Saint Louis Art Museum Saint Louis                                                          |      |
| Arnold Böcklin                | Triptychon (Horch, der Hain erschallt von Liedern)         | Öl auf Holz             | B 6   | unbekannt                           | Museum Georg Schäfer Schweinfurt                                                            |      |
| Arnold Böcklin                | Signora Clara                                              | Öl auf Leinwand         | B 7   | 1900                                | Privatbesitz                                                                                |      |
| Arnold Böcklin                | Villa am Meer                                              | Öl auf Leinwand         | B 8   | 1902                                | Privatbesitz                                                                                |      |
| Arnold Böcklin                | Flötender Pan                                              | Öl auf Leinwand         | B 9   | 1902                                | Privatbesitz                                                                                |      |
| Arnold Böcklin                | Pan im Kinderreigen                                        | Öl auf Holz             | B 10  | 1902                                | Privatbesitz                                                                                |      |
| Arnold Böcklin                | Medusenhaupt                                               | Öl auf Leinwand         | B 11  | 1904                                | Privatbesitz                                                                                |      |
| Arnold Böcklin                | Die Kapelle                                                | Öl auf Pappe            | B 12  | nach 1902                           | Privatbesitz                                                                                |      |
| Arnold Böcklin                | Frühlingslied (1919)                                       | Aquarell                | B 12a | 1883                                | unbekannt                                                                                   |      |
| Arnold Böcklin                | Der Zug der Heiligen drei Könige, Skizze                   | Öl auf Holz             | ohne  | 1901                                | Privatbesitz                                                                                |      |
| Arnold Böcklin                | Die Grabtragung, Skizze                                    | Öl auf Holz             | ohne  | 1901                                | Privatbesitz                                                                                |      |
| Arnold Böcklin                | Amor mit Fackeln                                           | Enkaustik / Wandmalerei | ohne  | 1896                                | Privatbesitz                                                                                |      |
| Arnold Böcklin                | Tanzende weibliche Figur mit Blumenstrauss                 | Enkaustik / Wandmalerei | ohne  | 1896                                | Privatbesitz                                                                                |      |
| Arnold Böcklin                | Am Meer                                                    | Enkaustik / Wandmalerei | ohne  | 1896                                | Privatbesitz                                                                                |      |
| August von Brandis            | Schloß Tiefurt, Goethezimmer                               | unbekannt               | B 17  | unbekannt                           | unbekannt                                                                                   |      |
| Heinrich Breling              | Unterhaltung im Wirtshaus                                  | unbekannt               | B 18  | unbekannt                           | unbekannt                                                                                   |      |
| Daniel Chodowiecki            | 23 unbekannte Motive                                       | Kupferstiche            | B 22  | unbekannt                           | unbekannt                                                                                   |      |
| Lovis Corinth                 | Porträt des Malers Bublitz                                 | Öl auf Leinwand         | B 25  | 1915                                | Privatbesitz                                                                                |      |
| Lovis Corinth                 | Küchenstillleben                                           | Öl auf Leinwand         | B 26  | unbekannt                           | Privatbesitz                                                                                |      |
| Franz Defregger               | Französisches Kind mit Apfel                               | unbekannt               | B 28  | unbekannt                           | unbekannt                                                                                   |      |
| Wilhelm von Diez              | Liebeswerbung                                              | unbekannt               | B 31  | unbekannt                           | unbekannt                                                                                   |      |
| Gustav Eberlein               | Tanzende Frauen                                            | unbekannt               | B 32  | 1886                                | unbekannt                                                                                   |      |
| Fritz Erler                   | Schützengraben                                             | unbekannt               | B 33  | unbekannt                           | unbekannt                                                                                   |      |
| Fritz Erler                   | Abendsegen bei Herlies                                     | Zeichnung               | B 34  | 1915                                | unbekannt                                                                                   |      |
| Fritz Erler                   | Kronprinz (Bei Étain)                                      | unbekannt               | B 35  | 1915                                | unbekannt                                                                                   |      |
| Feige (?)                     | Der kleine Gesellschafter                                  | unbekannt               | B 36  | 1905                                | unbekannt                                                                                   |      |
| Anselm Feuerbach              | Bildnis der kleinen Maddalena Costa                        | Öl auf Leinwand         | A 14  | 1906                                | unbekannt                                                                                   |      |
| Anselm Feuerbach              | Mädchenkopf                                                | unbekannt               | B 37  | 1908                                | unbekannt                                                                                   |      |
| Anselm Feuerbach              | Hafis als Bettler                                          | Öl auf Leinwand         | B 38  | 1913                                | unbekannt                                                                                   |      |
| Anselm Feuerbach              | Männlicher Studienkopf                                     | Öl auf Leinwand         | B 39  | 1917                                | unbekannt                                                                                   |      |
| Anselm Feuerbach              | Frauenkopf en face mit offenem Haar (Kopfstudie der Nanna) | unbekannt               | B 40  | 1915                                | unbekannt                                                                                   |      |
| Anselm Feuerbach              | Mädchenkopf                                                | unbekannt               | ohne  | 1908                                | unbekannt                                                                                   |      |
| Philipp Franck                | Gartenbild                                                 | unbekannt               | B 41  | 1918                                | unbekannt                                                                                   |      |
| Albert Gartmann               | Mein Garten                                                | unbekannt               | B 44  | 1918                                | unbekannt                                                                                   |      |
| Albert Gartmann               | Mein Haus                                                  | unbekannt               | B 45  | 1918                                | unbekannt                                                                                   |      |
| Eduard von Gebhardt           | Das kranke Kind                                            | unbekannt               | B 46  | 1904                                | unbekannt                                                                                   |      |
| Eduard von Gebhardt           | Mann im Profil                                             | unbekannt               | B 47  | 1904                                | unbekannt                                                                                   |      |
| Eduard von Gebhardt           | Bauerngespann                                              | Zeichnung               | B 48  | unbekannt                           | unbekannt                                                                                   |      |
| Karl Gussow                   | Bildnis des Eduard Arnhold                                 | unbekannt               | B 54  | unbekannt                           | unbekannt                                                                                   |      |
| Karl Gussow                   | Bildnis der Johanna Arnhold                                | unbekannt               | B 55  | unbekannt                           | unbekannt                                                                                   |      |
| Hugo von Habermann            | Die Jägerin                                                | Öl auf Leinwand         | B 56  | 1906                                | unbekannt                                                                                   |      |
| Friedrich Karl Hausmann       | Ostermesse in der Sixtinischen Kapelle                     | Öl auf Leinwand         | A 17  | 1915                                | unbekannt                                                                                   |      |
| Karl Heffner                  | Motiv bei Chatham                                          | unbekannt               | B 60  | 1886                                | unbekannt                                                                                   |      |
| Ernst Henseler                | Ende eines parlamentarischen Frühschoppens                 | Gouache                 | B 61  | unbekannt                           | unbekannt                                                                                   |      |
| Hans Herrmann                 | Flusslandschaft mit Segelboot                              | unbekannt               | B 62  | unbekannt                           | unbekannt                                                                                   |      |
| Albert Hertel                 | Ansicht von Mentone                                        | Aquarell                | B 63  | unbekannt                           | unbekannt                                                                                   |      |
| Albert Hertel                 | Aktbild                                                    | unbekannt               | B 64  | 1897                                | unbekannt                                                                                   |      |
| Dora Hitz                     | Im alten Palazzo                                           | unbekannt               | B 65  | 1910                                | unbekannt                                                                                   |      |
| Ferdinand Hodler              | Ahasver                                                    | Öl auf Leinwand         | B 66  | 1913                                | Privatbesitz                                                                                |      |
| Ferdinand Hodler              | Geistlicher im Hof des Genfer Collège                      | unbekannt               | B 67  | 1914                                | unbekannt                                                                                   |      |
| Gottfried Hofer               | Pfingstrosen                                               | unbekannt               | B 68  | 1910                                | unbekannt                                                                                   |      |
| Gottfried Hofer               | Schlafendes Kind                                           | Rötelzeichnung          | B 69  | 1910                                | unbekannt                                                                                   |      |
| Gottfried Hofer               | Gebirgslandschaft                                          | unbekannt               | B 70  | 1910                                | unbekannt                                                                                   |      |
| Gottfried Hofer               | Gebirgslandschaft                                          | unbekannt               | B 71  | 1910                                | unbekannt                                                                                   |      |
| Ludwig von Hofmann            | Garten der Hesperiden                                      | unbekannt               | B 72  | unbekannt                           | unbekannt                                                                                   |      |
| Ludwig von Hofmann            | Mädchen und Knabe                                          | unbekannt               | B 73  | 1903                                | unbekannt                                                                                   |      |
| Carl Holzapfel                | Blick ins Heidetal                                         | unbekannt               | B 74  | 1917                                | unbekannt                                                                                   |      |
| Heinrich Hübner               | Interieur                                                  | unbekannt               | B 76  | 1903                                | unbekannt                                                                                   |      |
| Ulrich Hübner                 | Japanisches Stillleben                                     | unbekannt               | B 77  | 1903                                | unbekannt                                                                                   |      |
| Ulrich Hübner                 | Boote an der außenalster                                   | unbekannt               | B 78  | 1903                                | unbekannt                                                                                   |      |
| Ulrich Hübner                 | Warnemünde                                                 | unbekannt               | B 79  | 1904                                | unbekannt                                                                                   |      |
| Ulrich Hübner                 | Travemünde                                                 | Öl auf Leinwand         | B 80  | 1917                                | unbekannt                                                                                   |      |
| Ulrich Hübner                 | Am Kanal in Potsdam                                        | unbekannt               | B 81  | 1917                                | unbekannt                                                                                   |      |
| Leopold von Kalckreuth        | Bildnis der Johanna Arnhold auf einer Gartenterrasse       | Öl auf Leinwand         | B 85  | 1906                                | unbekannt                                                                                   |      |
| Leopold von Kalckreuth        | Bildnis der Johanna Arnhold, Kniestück                     | Öl auf Leinwand         | B 86  | 1906                                | unbekannt                                                                                   |      |
| Leopold von Kalckreuth        | Bildnis der Johanna Arnhold                                | Zeichnung               | B 87  | unbekannt                           | unbekannt                                                                                   |      |
| Konrad von Kardorff           | Im Garten                                                  | unbekannt               | B 88  | 1913                                | unbekannt                                                                                   |      |
| Konrad von Kardorff           | Blick auf die Hohenzollernstraße                           | unbekannt               | B 89  | 1916                                | unbekannt                                                                                   |      |
| Friedrich August von Kaulbach | Junge Frau in altdeutscher Tracht                          | unbekannt               | B 90  | unbekannt                           | unbekannt                                                                                   |      |
| Julian Klein von Diepold      | Bauernhaus mit blühenden Bäumen                            | unbekannt               | B 91  | 1918                                | unbekannt                                                                                   |      |
| Max Klinger                   | Gesellschaftsszene                                         | unbekannt               | B 92  | unbekannt                           | unbekannt                                                                                   |      |
| Ludwig Knaus                  | In Gedanken an bessere Tage Beim Frühstück                 | Öl auf Leinwand         | B 93  | 1900                                | unbekannt                                                                                   |      |
| Max Koner                     | Bildnis des Kaisers Wilhelm II.                            | unbekannt               | B 94  | 1910                                | unbekannt                                                                                   |      |
| Christian Kröner              | Waldlichtung mit Wild                                      | unbekannt               | B 95  | unbekannt                           | unbekannt                                                                                   |      |
| Franz Krüger                  | Bildnis des Horace Vernet                                  | Zeichnung               | B 97  | unbekannt                           | unbekannt                                                                                   |      |
| Gotthardt Kuehl               | In der Marienkirche zu Danzig                              | unbekannt               | B 98  | unbekannt                           | unbekannt                                                                                   |      |
| Wilhelm Kuhnert               | Elefanten in ihrem Element                                 | unbekannt               | B 99  | 1895                                | unbekannt                                                                                   |      |
| Josef Kuisl                   | Selbstbildnis                                              | unbekannt               | B 100 | unbekannt                           | unbekannt                                                                                   |      |
| Josef Kuisl                   | Elefanten in ihrem Element                                 | unbekannt               | B 101 | unbekannt                           | unbekannt                                                                                   |      |
| Otto von Kummhaar             | Bildnis der Elisabeth Kunheim, geb. Arnhold                | unbekannt               | B 102 | unbekannt                           | unbekannt                                                                                   |      |
| Wilhelm Laage                 | Die Heide                                                  | unbekannt               | B 103 | unbekannt                           | unbekannt                                                                                   |      |
| Wilhelm Leibl                 | Dorfpolitiker                                              | Öl auf Leinwand         | A 19  | 1899                                | Kunst Museum Winterthur – Reinhart am Stadtgarten Winterthur                                |      |
| Walter Leistikow              | Märkischer Waldsee                                         | unbekannt               | A 20  | 1908                                | unbekannt                                                                                   |      |
| Walter Leistikow              | Kirche (Italienische Landschaft bei Triest)                | unbekannt               | B 105 | 1903                                | unbekannt                                                                                   |      |
| Walter Leistikow              | Hubertussee im Grunewald                                   | unbekannt               | B 106 | 1903                                | unbekannt                                                                                   |      |
| Walter Leistikow              | Grunewaldsee                                               | unbekannt               | B 107 | 1905                                | unbekannt                                                                                   |      |
| Walter Leistikow              | Landhaus in Dänemark                                       | unbekannt               | B 108 | 1906                                | unbekannt                                                                                   |      |
| Walter Leistikow              | Königssee                                                  | Gouache                 | B 109 | 1908                                | unbekannt                                                                                   |      |
| Walter Leistikow              | Hubertussee, vom Ufer aus gesehen                          | unbekannt               | B 110 | 1908                                | unbekannt                                                                                   |      |
| Walter Leistikow              | Landschaft in Thüringen                                    | Öl auf Leinwand         | B 111 | um 1902                             | Neue Pinakothek München                                                                     |      |
| Franz von Lenbach             | Bildnis des Kaisers Wilhelm I.                             | unbekannt               | A 21  | 1890                                | unbekannt                                                                                   |      |
| Franz von Lenbach             | Bildnis des Arnold Böcklin                                 | unbekannt               | A 22  | 1897                                | unbekannt                                                                                   |      |
| Franz von Lenbach             | Bildnis des Otto von Bismarck                              | unbekannt               | A 23  | 1890                                | unbekannt                                                                                   |      |
| Franz von Lenbach             | Selbstbildnis                                              | unbekannt               | B 112 | 1888                                | unbekannt                                                                                   |      |
| Max Liebermann                | Stevenstift in Leiden                                      | Öl auf Leinwand         | A 24  | 1899                                | Alte Nationalgalerie Berlin                                                                 |      |
| Max Liebermann                | Altmännerhaus in Amsterdam                                 | Öl auf Leinwand         | A 25  | 1900                                | Museum Georg Schäfer Schweinfurt                                                            |      |
| Max Liebermann                | Papageienallee                                             | Öl auf Leinwand         | A 26  | 1902                                | Kunsthalle Bremen Bremen                                                                    |      |
| Max Liebermann                | Die Rasenbleiche                                           | Öl auf Leinwand         | A 27  | 1905                                | Wallraf-Richartz-Museum & Fondation Corboud Köln                                            |      |
| Max Liebermann                | Garten bei Noordwijk                                       | Öl auf Leinwand         | A 28  | 1909                                | verschollen                                                                                 |      |
| Max Liebermann                | Waisenmädchen in Versailles                                | unbekannt               | A 29  | 1913                                | unbekannt                                                                                   |      |
| Max Liebermann                | Alte Frau mit Katze auf dem Schoß                          | Öl auf Leinwand         | A 30  | 1916                                | J. Paul Getty Museum Los Angeles                                                            |      |
| Max Liebermann                | Pferdeknechte am Strand                                    | Öl auf Leinwand         | A 31  | 1916                                | verschollen                                                                                 |      |
| Max Liebermann                | Skizze zur Bleiche                                         | Aquarell                | B 113 | 1885                                | unbekannt                                                                                   |      |
| Max Liebermann                | Tennisspieler am Meer                                      | Öl auf Leinwand         | B 114 | 1907                                | Privatbesitz                                                                                |      |
| Max Liebermann                | Bauer in den Dünen                                         | Pastell auf Pappe       | B 115 | 1909                                | unbekannt                                                                                   |      |
| Max Liebermann                | Arnholds Garten am Wannsee                                 | Pastell                 | B 116 | 1911/1922                           | unbekannt                                                                                   |      |
| Max Liebermann                | Strandbild Noordwijk                                       | Öl auf Leinwand         | B 117 | 1911                                | unbekannt                                                                                   |      |
| Max Liebermann                | Die Blumenterrasse im Wannseegarten nach Nordosten         | Öl auf Leinwand         | B 118 | 1916                                | unbekannt                                                                                   |      |
| Max Liebermann                | Bildnis Eduard Arnhold                                     | Öl auf Leinwand         | B 119 | unbekannt                           | verschollen                                                                                 |      |
| Max Liebermann                | Arnholds Garten am Wannsee                                 | Öl auf Leinwand         | B 120 | 1919                                | Privatbesitz                                                                                |      |
| Max Liebermann                | Liebermanns Garten am Wannsee (Garten am Haus)             | Öl auf Leinwand         | B 121 | 1922                                | unbekannt                                                                                   |      |
| Karl Lindemann-Frommel        | Castel Gandolfo                                            | unbekannt               | A 123 | unbekannt                           | unbekannt                                                                                   |      |
| Hans von Marées               | Amazonenschlacht                                           | Rötel auf Papier        | A 126 | unbekannt                           | unbekannt                                                                                   |      |
| Adolph von Menzel             | In der japanischen Ausstellung                             | Wasser und Deckfarbe    | A 39  | 1885                                | Privatbesitz                                                                                |      |
| Adolph von Menzel             | Feinbäckerei in Kissingen                                  | Gouache                 | A 40  | unbekannt                           | Privatbesitz                                                                                |      |
| Adolph von Menzel             | Besuch im Eisenwalzwerk                                    | Gouache                 | A 41  | 1900                                | Kupferstichkabinett Berlin Berlin                                                           |      |
| Adolph von Menzel             | Alte Botenfrau                                             | Öl auf Holz             | A 42  | unbekannt                           | unbekannt                                                                                   |      |
| Adolph von Menzel             | Neuer Schifffahrtskanal in Berlin                          | Gouache                 | A 43  | 1906                                | unbekannt                                                                                   |      |
| Adolph von Menzel             | Indianercafé auf der Wiener Weltausstellung                | Gouache                 | A 44  | unbekannt                           | Johann Jacobs Museum Zürich                                                                 |      |
| Adolph von Menzel             | Bauer im Dreispitz                                         | Öl auf Karton           | B 128 | 1903                                | unbekannt                                                                                   |      |
| Alois Metz                    | Blühender Kirschbaum                                       | unbekannt               | B 129 | 1909                                | unbekannt                                                                                   |      |
| Alois Metz                    | Bildnis einer Römerin (Kopie nach Sebastiano del Piombo)   | unbekannt               | B 215 | 1905                                | unbekannt                                                                                   |      |
| Alois Metz                    | Rabbiner (Kopie nach Rembrandt van Rijn)                   | unbekannt               | B 216 | 1906                                | unbekannt                                                                                   |      |
| Claus Meyer                   | Mystische Geschichte                                       | Aquarell                | B 130 | 1887                                | unbekannt                                                                                   |      |
| Paul Friedrich Meyerheim      | Bei den Zigeunern                                          | unbekannt               | B 131 | 1888                                | Öl auf Leinwand                                                                             |      |
| Emil Nolde                    | Bauern                                                     | Öl auf Leinwand         | B 135 | 1913                                | Landesmuseum für Kunst und Kulturgeschichte Schleswig                                       |      |
| Ernst Oppler                  | Altes Kirchenportal                                        | unbekannt               | B 136 | 1907                                | unbekannt                                                                                   |      |
| Ernst Oppler                  | Kinderspiele am Strand von Ostende                         | unbekannt               | B 137 | 1912                                | unbekannt                                                                                   |      |
| Emil Orlik                    | Die Pfarre zu Ausscha                                      | Aquarell                | B 138 | 1902                                | unbekannt                                                                                   |      |
| Emil Orlik                    | Gelbes Haus                                                | unbekannt               | B 139 | 1908                                | unbekannt                                                                                   |      |
| Emil Orlik                    | Rotes Haus im Park                                         | unbekannt               | B 140 | unbekannt                           | unbekannt                                                                                   |      |
| Emil Orlik                    | Bildnis des Eduard Arnhold                                 | Radierung (?)           | B 141 | unbekannt                           | unbekannt                                                                                   |      |
| Emil Orlik                    | Bildnis der Johanna Arnhold                                | unbekannt               | B 142 | unbekannt                           | unbekannt                                                                                   |      |
| Emil Orlik                    | Bildnis der Erika Gericke, geb. Kunheim                    | unbekannt               | B 143 | unbekannt                           | unbekannt                                                                                   |      |
| J. Pascutti                   | Zwei Damen beim Musizieren ihres Cavaliers eingeschlafen   | unbekannt               | B 144 | unbekannt                           | unbekannt                                                                                   |      |
| Ludwig Passini                | Am Weihwasserkessel                                        | unbekannt               | B 145 | unbekannt                           | unbekannt                                                                                   |      |
| Emil Pottner                  | Interieur                                                  | unbekannt               | B 148 | 1903                                | unbekannt                                                                                   |      |
| Pugues (?)                    | Stillleben                                                 | unbekannt               | B 149 | 1889                                | unbekannt                                                                                   |      |
| René Reinicke                 | Künstlerball                                               | unbekannt               | B 150 | 1891                                | unbekannt                                                                                   |      |
| Fritz Rhein                   | Landschaft                                                 | unbekannt               | B 153 | 1908                                | unbekannt                                                                                   |      |
| Fritz Rhein                   | Frühbeete                                                  | unbekannt               | B 154 | 1915                                | unbekannt                                                                                   |      |
| Waldemar Rösler               | Sommerlandschaft                                           | Öl auf Leinwand         | B 156 | 1916                                | unbekannt                                                                                   |      |
| Carl Scherres                 | Ortschaft am See                                           | unbekannt               | B 160 | unbekannt                           | unbekannt                                                                                   |      |
| Erich Schmidt                 | Kuh mit Bauernmädchen                                      | unbekannt               | B 161 | 1901                                | unbekannt                                                                                   |      |
| Wilhelm Schreuer              | Bei Nieuport                                               | unbekannt               | B 162 | unbekannt                           | unbekannt                                                                                   |      |
| Anton Seitz                   | Musikalische Unterhaltung                                  | unbekannt               | B 163 | unbekannt                           | unbekannt                                                                                   |      |
| Max Slevogt                   | Souper in Nymphenburg                                      | Öl auf Leinwand         | A 53  | 1911                                | Österreichische Galerie Belvedere Wien                                                      |      |
| Max Slevogt                   | Faschingsball der Saison                                   | unbekannt               | B 166 | unbekannt                           | unbekannt                                                                                   |      |
| Max Slevogt                   | Dame in Blau (Bildnis Frau Kerler)                         | unbekannt               | B 167 | unbekannt                           | unbekannt                                                                                   |      |
| Max Slevogt                   | Blumenstillleben – Amaryllis, Nelken und weißer Flieder    | unbekannt               | B 168 | unbekannt                           | unbekannt                                                                                   |      |
| Wilhelm Sohn                  | Junge Frau                                                 | unbekannt               | B 169 | unbekannt                           | unbekannt                                                                                   |      |
| Karl Stauffer-Bern            | Bildnis des Conrad Ferdinand Meyer                         | Zeichnung               | B 170 | unbekannt                           | unbekannt                                                                                   |      |
| Carl Steffeck                 | Stehender Mops                                             | unbekannt               | B 171 | 1917                                | unbekannt                                                                                   |      |
| Franz von Stuck               | Spielende Faune                                            | Öl auf Pappe            | B 172 | 1898                                | unbekannt                                                                                   |      |
| Franz von Stuck               | Knabe mit Trauben                                          | Öl auf Holz             | B 173 | unbekannt                           | Privatbesitz                                                                                |      |
| Hans Thoma                    | Frühlingswunder                                            | Öl auf Leinwand         | A 54  | 1898                                | Privatbesitz                                                                                |      |
| Hans Thoma                    | Der Dorfgeiger                                             | Öl auf Leinwand         | B 175 | 1900                                | Staatliche Kunsthalle Karlsruhe Karlsruhe                                                   |      |
| Hans Thoma                    | Mainlandschaft (Rheinlandschaft mit Reiter)                | Öl auf Leinwand         | B 176 | 1904                                | Privatsammlung                                                                              |      |
| Hans Thoma                    | Die Geschwister                                            | Öl auf Leinwand         | B 177 | 1905                                | Staatliche Kunsthalle Karlsruhe Karlsruhe                                                   |      |
| Hans Thoma                    | Am Oberrhein bei Säckingen                                 | unbekannt               | B 178 | 1917                                | unbekannt                                                                                   |      |
| Hans Thoma                    | Tal bei Siena                                              | Öl auf Leinwand         | B 179 | 1917                                | unbekannt                                                                                   |      |
| Hans Thoma                    | Alter Bauer                                                | Lithographie            | B 180 | unbekannt                           | unbekannt                                                                                   |      |
| Hans Thoma                    | Erntesegen                                                 | unbekannt               | B 181 | 1917                                | unbekannt                                                                                   |      |
| Paul Thumann                  | unbekannt                                                  | unbekannt               | B 182 | 1891                                | unbekannt                                                                                   |      |
| Wilhelm Trübner               | Kloster Seeon                                              | Öl auf Pappe            | A 55  | 1904                                | Kurpfälzisches Museum Heidelberg Heidelberg                                                 |      |
| Wilhelm Trübner               | Schloß Hemsbach                                            | unbekannt               | A 56  | 1913                                | unbekannt                                                                                   |      |
| Wilhelm Trübner               | unbekannt                                                  | unbekannt               | B 185 | 1917                                | unbekannt                                                                                   |      |
| Fritz von Uhde                | Kinderprozession                                           | Öl auf Leinwand         | A 57  | 1891                                | verschollen                                                                                 |      |
| Fritz von Uhde                | Abendmahl                                                  | Öl auf Leinwand         | A 58  | 1908                                | Staatsgalerie Stuttgart Stuttgart                                                           |      |
| Fritz von Uhde                | Gang nach Emmaus                                           | unbekannt               | B 186 | 1897                                | unbekannt                                                                                   |      |
| Fritz von Uhde                | Hund Kitsch                                                | unbekannt               | B 187 | 1915                                | unbekannt                                                                                   |      |
| Hans Unger                    | Rosen                                                      | unbekannt               | B 189 | unbekannt                           | unbekannt                                                                                   |      |
| Lesser Ury                    | Sanssouci                                                  | Pastell                 | B 190 | unbekannt                           | unbekannt                                                                                   |      |
| Lesser Ury                    | Waldrand                                                   | unbekannt               | B 191 | unbekannt                           | unbekannt                                                                                   |      |
| Félix Vallotton               | Interieur                                                  | unbekannt               | B 192 | unbekannt                           | unbekannt                                                                                   |      |
| Hugo Vogel                    | Totenmesse in der Kirche St. Gundula in Brüssel            | unbekannt               | B 193 | unbekannt                           | unbekannt                                                                                   |      |
| Hugo Vogel                    | Bildnis der Johanna Arnhold                                | unbekannt               | B 194 | 1897                                | unbekannt                                                                                   |      |
| Hugo Vogel                    | Blumenstillleben                                           | unbekannt               | B 195 | unbekannt                           | unbekannt                                                                                   |      |
| Hugo Vogel                    | Hindenburg                                                 | unbekannt               | B 196 | unbekannt                           | unbekannt                                                                                   |      |
| Hugo Vogel                    | Junge Mutter                                               | unbekannt               | B 197 | unbekannt                           | unbekannt                                                                                   |      |
| Hugo Vogel                    | Bauernhaus                                                 | unbekannt               | B 198 | unbekannt                           | unbekannt                                                                                   |      |
| Karl Walser                   | unbekannt                                                  | unbekannt               | B 200 | 1907                                | unbekannt                                                                                   |      |
| Anton von Werner              | Artillerie                                                 | unbekannt               | B 201 | unbekannt                           | unbekannt                                                                                   |      |
| Wilhelm Zimmer                | In der Heimat                                              | unbekannt               | B 205 | 1908                                | unbekannt                                                                                   |      |

### Kunst nach 1800 aus Frankreich und weiteren Ländern
| Künstler                          | Titel                                         | Technik                       | V-Nr. | Ankauf    | Verbleib                                            | Bild |
| --------------------------------- | --------------------------------------------- | ----------------------------- | ----- | --------- | --------------------------------------------------- | ---- |
| Richard Parkes Bonington          | Hügelige Landschaft                           | unbekannt                     | A 5   | 1918      | unbekannt                                           |      |
| Giovanni Boldini                  | Die Malerin Ruth Sterling bei der Arbeit      | Öl auf Leinwand               | B 14  | 1895      | Privatbesitz                                        |      |
| Louis Maurice Boutet de Monvel    | Rendezvous                                    | unbekannt                     | B 15  | 1906      | unbekannt                                           |      |
| Carlo Brancaccio                  | Ansicht von Neapel                            | unbekannt                     | B 16  | unbekannt | unbekannt                                           |      |
| Émile Auguste Carolus-Duran       | Fantasie                                      | unbekannt                     | B 19  | 1891      | unbekannt                                           |      |
| Mary Cassatt                      | Junge Mutter                                  | Pastell                       | B 20  | 1906      | unbekannt                                           |      |
| Paul Cézanne                      | Im Tal der Oise                               | Öl auf Leinwand               | A 6   | 1911      | Privatsammlung                                      |      |
| Charles Chaplin                   | Nach dem Fest                                 | unbekannt                     | B 21  | unbekannt | unbekannt                                           |      |
| John Constable                    | Die Brücke                                    | unbekannt                     | B 23  | 1918      | unbekannt                                           |      |
| Augusto Corelli                   | Idylle                                        | unbekannt                     | B 24  | 1891      | unbekannt                                           |      |
| Camille Corot                     | Waldrand mit Holzsammlern                     | unbekannt                     | A 7   | unbekannt | unbekannt                                           |      |
| Camille Corot                     | Teich mit drei Kühen                          | unbekannt                     | A 8   | unbekannt | unbekannt                                           |      |
| Charles Cottet                    | Bildnis einer jungen Dame mit weißem Strohhut | unbekannt                     | B 27  | 1897      | unbekannt                                           |      |
| Gustave Courbet                   | Badende                                       | Öl auf Leinwand               | A 9   | 1906      | unbekannt                                           |      |
| Charles-François Daubigny         | Am Ufer der Oise                              | Öl auf Holz                   | A 10  | unbekannt | unbekannt                                           |      |
| Edgar Degas                       | Tanzstunde                                    | Pastell auf Papier auf Karton | A 11  | unbekannt | Privatsammlung                                      |      |
| Edgar Degas                       | Pferderennen                                  | Öl auf Leinwand               | A 12  | 1911      | Privatsammlung                                      |      |
| Eugène Delacroix                  | Malteserritter                                | unbekannt                     | B 29  | unbekannt | unbekannt                                           |      |
| Louis Deschamps                   | Der ungeduldige Säugling                      | unbekannt                     | B 30  | 1891      | unbekannt                                           |      |
| Narcisso Virgilio Díaz de la Peña | Motiv aus dem Wald von Fontainebleau          | Öl auf Holz                   | A 13  | 1898      | Privatsammlung                                      |      |
| Vincent van Gogh                  | Park in Arles                                 | Öl auf Leinwand               | A 15  | 1916      | verschollen                                         |      |
| Francisco de Goya                 | Bildnis des Juan Antonio Llorente             | Öl auf Leinwand               | A 16  | 1903      | Museu de Arte de São Paulo São Paulo                |      |
| Charles Paul Gruppé               | Weg nach Falckenburg                          | Aquarell                      | B 30  | 1908      | unbekannt                                           |      |
| Henri Harpignies                  | Frühlingslandschaft                           | unbekannt                     | B 57  | 1891      | unbekannt                                           |      |
| Eugène Isabey                     | Messe                                         | unbekannt                     | B 82  | 1888      | unbekannt                                           |      |
| Eugène Isabey                     | Schlacht bei Trafalgar                        | unbekannt                     | B 83  | 1917      | unbekannt                                           |      |
| Jozef Israëls                     | Am Meer                                       | Öl auf Leinwand               | A 18  | 1904      | unbekannt                                           |      |
| Charles Émile Jacque              | Hirtin mit Schafherde                         | Öl auf Leinwand               | B 84  | 1892      | unbekannt                                           |      |
| Peder Severin Krøyer              | Bildnis des Holger Drachmann                  | unbekannt                     | B 96  | 1902      | unbekannt                                           |      |
| Gaston La Touche                  | Das Duett                                     | Öl auf Leinwand               | B 104 | unbekannt | unbekannt                                           |      |
| Bruno Liljefors                   | Dompfaffen im Schnee                          | unbekannt                     | B 122 | 1893      | unbekannt                                           |      |
| Eugenio Lucas Velázquez           | Überfall auf eine Postkutsche                 | Öl auf Leinwand               | A 32  | 1910      | Privatsammlung                                      |      |
| Édouard Manet                     | Mädchen in spanischem Kostüm                  | Öl auf Leinwand               | A 33  | 1901      | Yale University Art Gallery New Haven (Connecticut) |      |
| Édouard Manet                     | Im Garten der Villa in Bellevue               | Öl auf Leinwand               | A 34  | 1904      | Stiftung Sammlung E. G. Bührle Zürich               |      |
| Édouard Manet                     | Stillleben mit Rosen und Flieder              | Öl auf Leinwand               | A 35  | 1909      | Privatsammlung                                      |      |
| Édouard Manet                     | Die Familie Monet im Garten                   | Öl auf Leinwand               | A 36  | 1910      | Metropolitan Museum of Art New York                 |      |
| Édouard Manet                     | Desboutin                                     | Öl auf Leinwand               | A 37  | 1910      | Museu de Arte de São Paulo São Paulo                |      |
| Édouard Manet                     | Bon Bock                                      | Öl auf Leinwand               | B 124 | 1907      | Philadelphia Museum of Art Philadelphia             |      |
| unbekannt                         | Olympia (Kopie nach Édouard Manet)            | unbekannt                     | B 214 | unbekannt | unbekannt                                           |      |
| Maquemart (?)                     | Straße in Mentone                             | unbekannt                     | B 125 | unbekannt | unbekannt                                           |      |
| Emil van Marcke                   | Rinder am Waldrand                            | unbekannt                     | A 38  | 1895      | unbekannt                                           |      |
| Claude Monet                      | Ebbe bei Pourville                            | Öl auf Leinwand               | A 45  | 1896      | Privatbesitz                                        |      |
| Claude Monet                      | Die Bank                                      | Öl auf Leinwand               | A 46  | 1900      | Metropolitan Museum of Art New York                 |      |
| Claude Monet                      | Hafen von Honfleur                            | Öl auf Leinwand               | A 47  | 1901      | im Zweiten Weltkrieg zerstört                       |      |
| Claude Monet                      | Die Grenouillière                             | Öl auf Leinwand               | A 48  | 1904      | im Zweiten Weltkrieg zerstört                       |      |
| Francis Henry Newbery             | Nimbus der Arbeit                             | unbekannt                     | B 134 | 1900      | unbekannt                                           |      |
| Francis Picabia                   | Kanal von Montigny                            | unbekannt                     | B 146 | 1907      | unbekannt                                           |      |
| Camille Pissarro                  | Ansicht von Marly-le-Roy                      | Öl auf Leinwand               | A 49  | 1900      | Stiftung Sammlung E. G. Bührle Zürich               |      |
| Camille Pissarro                  | Cricket Match, Bedford Park                   | Öl auf Leinwand               | B 147 | 1912      | Privatsammlung                                      |      |
| Francisco Pradilla                | Messe vor unserer lieben Frau in Guia         | Öl auf Leinwand               | A 50  | 1895      | unbekannt                                           |      |
| Pierre-Auguste Renoir             | Knabe mit Katze                               | Öl auf Leinwand               | A 51  | 1902      | Musée d’Orsay Paris                                 |      |
| Pierre-Auguste Renoir             | Im Bade                                       | Pastell auf Papier            | ohne  | unbekannt | Privatbesitz                                        |      |
| Ricardo de los Ríos               | Landschaft mit Rindern                        | unbekannt                     | B 155 | 1886      | unbekannt                                           |      |
| Félicien Rops                     | Der Landarzt                                  | Aquarellierte zeichnung       | B 157 | unbekannt | Privatbesitz                                        |      |
| Lucien Simon                      | Stillleben                                    | unbekannt                     | B 164 | 1902      | unbekannt                                           |      |
| Lucien Simon                      | Spielende Kinder                              | unbekannt                     | B 165 | 1904      | unbekannt                                           |      |
| Alfred Sisley                     | Brücke bei Argenteuil                         | Öl auf Leinwand               | A 52  | 1901      | Memphis Brooks Museum of Art Memphis (Tennessee)    |      |
| Constant Troyon                   | Sous bois                                     | unbekannt                     | B 183 | 1891      | unbekannt                                           |      |
| Louis Abel-Truchet                | Dame in Rot                                   | unbekannt                     | B 184 | unbekannt | unbekannt                                           |      |
| Charles Frederic Ulrich           | Italienisches Bauernpaar                      | unbekannt                     | B 188 | 1902      | unbekannt                                           |      |
| Antoine Vollon                    | Stillleben                                    | unbekannt                     | B 199 | unbekannt | unbekannt                                           |      |
| James McNeill Whistler            | Siesta zweier Mädchen                         | Gouache                       | A 59  | 1905      | unbekannt                                           |      |
| Anders Zorn                       | Junge Mutter                                  | Radierung                     | B 206 | unbekannt | unbekannt                                           |      |
| Anders Zorn                       | Dame im Cape                                  | Radierung                     | B 207 | unbekannt | unbekannt                                           |      |
| Anders Zorn                       | Zwei badende Mädchen                          | Radierung                     | B 208 | unbekannt | unbekannt                                           |      |
| Anders Zorn                       | Bildnis des Eduard Arnhold                    | unbekannt                     | B 209 | unbekannt | unbekannt                                           |      |
| Ignacio Zuloaga                   | Spanisches Mädchen                            | unbekannt                     | B 210 | 1901      | unbekannt                                           |      |

### Skulpturen
| Künstler                   | Titel                                                          | Technik        | V-Nr. | Ankauf    | Verbleib                             | Bild |
| -------------------------- | -------------------------------------------------------------- | -------------- | ----- | --------- | ------------------------------------ | ---- |
| Francesco Bertos           | Heiliger Daniel von Padua vom Pferd geschliffen vor den Römern | Bronzerelief   | ohne  | unbekannt | Metropolitan Museum of Art New York  |      |
| Francesco Bertos           | Martyrium des heiligen Daniel von Padua                        | Bronzerelief   | ohne  | unbekannt | Metropolitan Museum of Art New York  |      |
| August Gaul                | Löwin                                                          | Bronze         | C 1   | 1901      | unbekannt                            |      |
| August Gaul                | Eselreiter                                                     | Bronze         | C 2   | 1913      | verschollen                          |      |
| August Gaul                | Schafe                                                         | Bronze         | ohne  | 1913      | verschollen                          |      |
| Wilhelm Groß               | Dengler                                                        | Bronze         | C 3   | unbekannt | unbekannt                            |      |
| Adolf von Hildebrand       | Büste des Arnold Böcklin                                       | Bronze         | C 4   | unbekannt | unbekannt                            |      |
| Max Klein                  | Herkules mit dem Nemeïschen Löwen                              | Bronze         | C 5   | unbekannt | Vor der Alten Nationalgalerie Berlin |      |
| August Kraus               | Sandalenbinderin                                               | Bronze         | C 6   | 1902      | unbekannt                            |      |
| August Kraus               | Büste der Johanna Arnhold                                      | Marmor         | C 7   |           | unbekannt                            |      |
| Max Kruse                  | Persephone                                                     | Marmor         | C 8   | unbekannt | unbekannt                            |      |
| Arthur Lewin-Funcke        | Streitende Knaben                                              | Bronze         | C 9   | 1899      | unbekannt                            |      |
| Louis Tuaillon             | Der Sieger                                                     | Bronzeskulptur | C 10  | 1899      | Steubenplatz Berlin                  |      |
| Louis Tuaillon             | Stehender Hirsch                                               | Bronzeskulptur | C 11  | 1905      | Dorfanger Hirschfelde                |      |
| Louis Tuaillon             | Herkules und Eurystheus                                        | Bronzerelief   | C 12  | 1905      | unbekannt                            |      |
| Louis Tuaillon             | Ungarischer Stier                                              | Marmorskulptur | C 13  | 1905      | Kurpark Bad Freienwalde              |      |
| Kopie nach antikem Vorbild | Wagenlenker von Delphi                                         | Guß            | C 14  | 1905      | unbekannt                            |      |